# Nils Olsson i Ättersta
Nils Olsson, Olsson i Ättersta, född 11 maj 1841 i Österåkers socken, Södermanland, död 13 oktober 1931 i Ättersta Sörgård, Österåkers församling, var en svensk hemmansägare och riksdagspolitiker.
Nils Olsson var ledamot av riksdagens andra kammare mandatperioden 1900-1902, invald i Oppunda härads valkrets, innan dess hade han varit riksdagsman under 11 riksdagar. Han tillhörde Lantmannapartiet.

## Fotnoter
1. 1 2 3 4 5 6 7 8 9 10 11  Tvåkammar-riksdagen 1867–1970, vol. 1, 1985, s. 387, Svenskt porträttarkiv: sj9PGLAlnmUAAAAAABfPyQ, läst: 14 juni 2022.[källa från Wikidata]
2. 1 2  Folkräkningar (Sveriges befolkning) 1930, Riksarkivet, läs onlineläs online, läst: 6 april 2023.[källa från Wikidata]
3. ↑  Gravstensinventeringen: 209816?pid=1, läst: 6 april 2023.[källa från Wikidata]
4. ↑  Sveriges Dödbok 1901–2009, DVD-ROM, Version 5.00, Sveriges Släktforskarförbund (2010).